# Kinyongia multituberculata
Kinyongia multituberculata (Nieden, 1913) è un piccolo sauro della famiglia Chamaeleonidae, endemico della Tanzania.

## Distribuzione e habitat
L'areale della specie è ristretto alla catena montuosa dei Monti Usambara, nel nordest della Tanzania.

## Conservazione
La specie è inserita nella Appendice II della Convention on International Trade of Endangered Species (CITES).